# ヘンリー・オブ・グロスモント (初代ランカスター公)
初代ランカスター公ヘンリー・オブ・グロスモント（英語: Henry of Grosmont, 1st Duke of Lancaster, KG、1310年頃 - 1361年3月24日）は、イングランドの貴族。

## 経歴
1310年頃、ヘンリー3世の孫である第3代ランカスター伯ヘンリーとその妻モード・チャワースの間の長男として生まれる。
1337年3月16日にはダービー伯に叙され、さらに1345年9月の父の死で第4代ランカスター伯と第4代レスター伯を継承した。父から三伯領を継承したのに加えて伯母アリス・ド・レイシー（伯父の2代伯トマスの妻）からリンカーン伯領を継承し、1349年8月20日にはリンカーン伯に叙されている。またスコットランド戦争や百年戦争で戦功をあげたため、1351年3月6日にランカスター公に叙された。これは1331年創設のコーンウォール公位に続く2度目の公爵位創設だった。
また1348年にガーター騎士団が創設された際にその最初のメンバーの一人となった。
しばしば外交使節も務め、1343年には教皇とカスティーリャ王国への、1354年にはナバラ王国への使節を務めた。また1360年のブレティニー条約締結にもイングランド側代表として大きな貢献をした。
宗教書『セインツ・メディシネスの書』（Livre de seyntz medicines）の著者としても知られる。
1361年3月24日にレスター城で死去した。娘が2人あったが、長女モードは子供のないまま1362年に死去したので、次女ブランシュを通じてジョン・オブ・ゴーント（エドワード3世の四男）に所領とランカスター伯位、レスター伯位、ダービー伯位が継承された。

## 家族
1337年頃にイザベラ・オブ・ボーモント（ヘンリー・ド・ボーモントの娘）と結婚。彼女との間に以下の2女を儲けた。
- 長女：モード（1339年 - 1362年） - バイエルン公ヴィルヘルム1世と結婚したが、子供なし
- 次女：ブランシュ（1345年 - 1369年） - ジョン・オブ・ゴーントと結婚し、ヘンリー4世を儲ける